# 魔术圈
魔术圈（英語：Magic Circle）是伦敦五大律师事务所的合称，分别是年利达律师事务所（Linklaters）、安理国际律师事务所（Allen & Overy）、富而德律师事务所（Freshfields Bruckhaus Deringer）、高伟绅律师事务所（Clifford Chance）、司力达律师事务所（Slaughter and May）。